# Big City Blues (1932)
Big City Blues (frei übersetzt Großstadtblues) ist ein US-amerikanisches Pre-Code-Drama aus dem Jahr 1932, das unter der Regie von Mervyn LeRoy gedreht und von Warner Bros. vertrieben wurde. Der Film basiert auf dem Theaterstück New York Town von Ward Morehouse. Die Hauptrollen des Films sind besetzt mit Joan Blondell, Eric Linden und Jobyna Howland. Humphrey Bogart und Lyle Talbot, die nicht im Abspann erwähnt werden, sind hier in frühen Rollen zu sehen.
Eines der damaligen Filmplakate warb wie folgt für den Film: Big City Blues: Es ist süß und heiß! Unschuldige im Strudel der Großstadt … Frauen, die sich … Männer, die geben … Ein wildes Leben … Rücksichtslos liebend … Wahnsinnig auf der Suche nach neuem Nervenkitzel!
Originalkopien und weitere Kopien dieses Films werden in den Sammlungen der Library of Congress der UCLA Film and Television Archive und weiterer wichtiger Filmarchive aufbewahrt.

## Handlung
Der junge Bud Reeves lebt in der Kleinstadt Hoopersville in Indiana. Nachdem ihm seine Tante eine kleinere Summe vererbt hat, beschließt er nach New York zu ziehen, um sich dort mit Hilfe seiner Erbschaft ein neues Leben aufzubauen. Am Bahnhof vertraut Bud dem Bahnhofsvorsteher seinen Hund Duke, einen Welpen an, da dieser bereit ist, sich um das Tier zu kümmern. Er sagt Bud allerdings, dass er in weniger als einem Monat wieder zurück sein werde. Er selbst habe einige Zeit in New York gelebt und wisse, wie hart das Leben in der Stadt sein könne.
In der Stadt angekommen, mietet sich Bud in eine schicke Suite im nicht ganz billigen Hotel Hercules ein, und zwar auf Vorschlags seines älteren Cousins „Gibby“, eigentlich Gibboney, eines aalglatten Typen, aber Buds einziger Kontakt in New York. Fast auf der Stelle beginnt Gibby damit, seinem leichtgläubigen und in vieler Hinsicht naiven Cousin Bud kleinere Geldbeträge abzuluchsen, ohne genau zu sagen, wozu er das Geld benötigt. Sodann stellt er Bud das Chormädchen Vida Fleet und deren Freundin Faun vor. Bud verliebt sich fast augenblicklich in Vida.
Ohne Bud davon in Kenntnis zu setzen, kauft Gibby von dessen Geld eine große Menge Alkohol, vor allem Champagner, von einem lokalen Schwarzhändler und veranstaltet eine Party in Buds Hotelzimmer. Außer Vida und Faun nehmen daran auch Jackie Devoe und weitere Tänzerinnen sowie Stacky, She und Lenny teil, drei Männer, die dem Alkohol gut zusprechen. Als der Abend schon weit fortgeschritten ist, kommt es zwischen Shep und einem sehr betrunkenen Lenny zum Streit darüber, wer die bewusstlose Jackie nach Hause bringen soll. Es kommt zu einem Kampf zwischen den Männern, bei dem Möbel umgeworfen und Lampen und anderes Mobiliar zerbrochen werden. Plötzlich geht das Licht aus, während Shep und Lenny ihre Schlägerei fortsetzen. In dem nun fast dunklem Raum wird auch mit Flaschen wild um sich geworfen, die sozusagen als Waffen eingesetzt werden. Als das Licht wenig später wieder angeht, entdecken die Feiernden, dass Jackie, die auf einem Sofa liegt, tot ist. Sie wurde durch eine der geworfenen Flaschen tödlich am Kopf verletzt. Alle Anwesenden, bis auf Bud, können das Hotelzimmer gar nicht schnell genug verlassen, unter ihnen auch Vida.
Vida kehrt jedoch noch einmal zurück, um Bud zu holen, wobei sie von Hummel, dem Detektiv des Hotels, entdeckt wird, der kurz darauf auch auf Jackies Leiche stößt. Bud und Vida tun das Verkehrteste, was sie tun können, sie fliehen. Es ist nur eine Frage der Zeit, bis man sie stellt und verhaftet, ebenso werden weitere Gäste der Privatparty festgenommen. Die Sache klärt sich jedoch unverhofft schnell auf, als Hummel in einem Schrank die Leiche des Partygastes Lenny findet. Zusammengetragene Beweise zeigen, dass er für Jackies Tod verantwortlich ist und diese Schuld ihn so belastet hat, dass er sich erhängt hat.
Bud hat sein gesamtes ererbtes Geld inzwischen in einem Casino verspielt, in dem er und Vida viel Spaß hatten. So sieht er sich gezwungen, erst einmal nach Indiana zurückzukehren. Der Abschied von der Frau, die er liebt, fällt tränenreich aus. Am Bahnhof seiner Heimatstadt erwartet Bud schon sein Hund Duke. Der junge Mann ist jedoch fest entschlossen, gemeinsam mit Bud nach New York zurückzukehren, sobald er genug Geld gespart hat, um für Vida und sich sorgen zu können.

## Produktionsnotizen

### Produktionsnotizen, Hintergrund
Es handelt sich um eine Produktion von Warner Brothers.
Für Humphrey Bogart war es nach seinem Wechsel von Columbia Pictures sein erster Film bei Warner Brothers. Auf der Besetzungsliste wurde er an zehnter Stelle genannt, seine Rolle war nicht besonders groß, er spielte einen Partygast. Eindruck in diesem ersten Film für das Studio, das wesentlich dazu beitragen sollte, ihn zu einer Legende zu machen, hinterließ Bogart vor allem dadurch, dass er „seinen Schauspielkollegen Lyle Talbot mit einem wohlgezielten Fausthieb zu Boden“ streckte. Regie führte der aufstrebende Regisseur Mervyn Le Roy.
Danny Reid von Pre-Code.Com führte aus, woran unter anderem zu erkennen sei, dass es sich um einen Pre-Code-Film handelt. Ein Showgirl auf der Party liest das umstrittenene Werk The Well of Loneliness, einen berühmten Roman über die Probleme einer Lesbe. Es gebe einen Gag über einen Schützen mit drei Waffen in der einen und einer Puderquaste und Lippenstift in der anderen Tasche und der Führer werde namentlich erwähnt.
Joan Blondells Vater war mit der Rolle seiner Tochter in diesem Film nicht einverstanden, er fand, dass sie zu viele Frauen aus einem anrüchigen Milieu spiele. Eric Linden halfen die Kritiken, die er für diesen Film bekam in seiner Karriere nicht weiter, er bekam anschließend fast nur noch Rollen in B-Filmen. In seinem vorletzten Film Vom Winde verweht blieb er in einer kleinen Rolle als Soldat, dem ein Bein amputiert werden musste, in Erinnerung.

### Soundtrack
- Somebody Loves Me; Musik: George Gershwin – im Radio gespielt während der Party
- My Baby Just Cares for Me; Musik: Walter Donaldson – wie vor
- Ev’ry Day Can’t Be a Sunday von Al Jolson – vorgetragen von Clarence Muse im Club 55
- Big City Blues und New York Town von Leo F. Forbstein
- I’m in Love with a Tune von Ralph Rainger
- A Great Big Bunch of You; Musik: Harry Warren – wird gespielt, während alle von der Party im Erdgeschoss ins Hotelzimmer zurückkehren
- Whistle and Blow Your Blues Away; Musik: Carmen Lombardo, Text: Joe Young – vorgetragen von Clarence Muse im Club 55
- Dardanella; Musik: Felix Bernard und Johnny S. Black, Text: Fred Fisher – im Radio gespielt im Hotelzimmer von Bud
- In a Shanty in Old Shanty Town; Musik: John Siras und Jack Little – gespielt auf dem Piano in einem chinesischen Restaurant

### Veröffentlichung
In den Vereinigten Staaten hatte der Film am 10. September 1932 Premiere, bevor er am 18. September 1932 allgemein in den Vereinigten Staaten veröffentlicht wurde. Am 27. Februar 1957 hatte der Film in Indiana in Indianapolis Fernsehpremiere. Der Arbeitstitel des Films lautete New York Town. Im Vereinigten Königreich war der Film erstmals am 28. September 1932 in London zu sehen und am 10. Oktober 1932 auch im Rest des Landes. In Australien wurde der Film erstmals am 3. Dezember 1932 veröffentlicht. Veröffentlicht wurde der Film zudem in Kanada, Polen und in der Sowjetunion. 

## Kritik
Bei The Motion Pictures stellte man fest, dass dies einer der vielen kurzen Pre-Code-Filme von Warners sei, der viel Spaß mache, eine Starbesetzung und ein sehr schnelles Tempo habe. Ebenso wie es in New York City nie einen langweiligen Moment gebe, sei das auch in Big City Blues der Fall. Obwohl der Film viel Spaß mache sei er aber nicht gerade locker, immerhin finde ein Mord statt, und zwar ein für die damalige Zeit recht drastischer. Eric Linden sei eine großartige Besetzung für den naiven, wohlmeinenden Bud und in seiner Rolle glaubwürdig. Abgesehen von ihm gebe es viele bekannte Gesichter – vor allem die großartige Joan Blondell und einen gewissen Mr. Humphrey Bogart! Big City Blues sei ein lebendiger Film mit einer großartigen Besetzung und einem rasanten Drehbuch. Der Film sei definitiv sehenswert, besonders für Fans der Zeit vor dem Hays Code – daher 4 von 5 möglichen Sternen.
Auf der Seite Frank’s Movie Log befasste sich Frank Showalter mit dem Film und meinte, er habe ihn sich angesehen, weil darin ein früher, nicht im Abspann erwähnter Auftritt von Humphrey Bogart zu sehen sei. Angesichts der Unbekanntheit des Films seien seine Erwartungen gering gewesen. Der Film sei eine warnende Fabel, dem das Drehbuch aus der Zeit vor dem Hays Code mit einem pulsierenden New York einen gewissen Reiz verleihe. Teil dieses Reizes sei auch Blondell als Vida. Sie sei voller Charme, gepaart mit einer Spur von Bad-Girl-Ader. Linden spiele Bud als Naivling, ohne dabei aufdringlich zu wirken. Dabei helfe das Drehbuch. In einem schlechteren Film wäre Bud voreingenommen. Big City Blues sei kein großartiger Film, aber auch kein schlechter. Showalter führte weiter aus, er habe sich den Film zwar wegen Bogart angesehen, habe ihn aber genossen, nicht nur wegen Bogarts kleiner Rolle.
Cliff Aliperti von Immortal Ephemera war der Meinung, dass Big City Blues irgendwann in einer der Forbidden Hollywood Collections des Warner Archive zu finden sein werde. Der Film mache einfach zu viel Spaß und habe zu viele Darsteller, um ihn nicht zu sehen. Zu Humphrey Bogarts Szenen im Film hieß es, er sei in seiner Rolle scharfzüngig und nüchtern. Obwohl der Film mit dem Unfalltod einer jungen Frau eine ernstere Wendung einschlagen sollte, könne er mit so viel Atmosphäre und, rückblickend, so vielen vertrauten Gesichtern begeistern, dass man immer noch Spaß habe. Thomas E. Jackson spiele seine Rolle als Mordermittler Quelkin so steif und lakonisch wie im Jahr zuvor in Little Caesar. Jede Szene in Big City Blues sei wie eine zusätzliche Kirsche zu dem, was zuvor gekommen sei. Photoplay habe geschrieben, dass Joan Blondell und Eric Linden allein durch ihren Kontrast ein interessantes Paar abgegeben hätten. Aliperti meinte abschließend, er finde dass der Film sehr gut gealtert und zu einer dieser Sündenenzyklopädien aus der Zeit vor dem Hays Code geworden sei, die mit viel Tempo und der Atmosphäre der Depressionszeit untermauert seien. Auch wenn die Handlung nicht besonders umfassend sei, sei der Film mit so vielen bekannten Gesichtern bevölkert, wie sie selbst Warner Brothers normalerweise nicht biete.
Auf der Seite Laura’s Miscellaneous Musings hieß es, dass Big City Blues unter der Regie von Mervyn LeRoy größtenteils ein unterhaltsames Bündel guter Dinge aus der Zeit vor dem Hays Code sei, obwohl der Film durch zwei nervige Darstellungen etwas getrübt werde, einmal wurde die Leistung von Eric Linden bemängelt, der nicht naiv, sondern eher kindisch wirke, und zum zweiten die von Walter Catlett, dessen Rolle als Buds hochstapelnder Verwandter schnell zu einem eintönigen Klischee gerate. Gelobt wurden die Leistungen von Grant Mitchell, Guy Kibbee, Humphrey Bogart und Lyle Talbot, J. Carrol Naish, Clarence Muse, der in einem Nachtclub singt, was eine angenehme Überraschung gewesen sei, sowie die des jungen Dennis O’Keefe, auch wenn er hier als Statist aufgetreten sei. Das beste von allem sei die 25-jährige Joan Blondell als Showgirl mit großen Augen, die viel cleverer sei als der junge Bud. Das schnelle Tempo des Films und die vielen witzigen Personen und Momente machten die Probleme mit Linden und Catlett wett.
Der Kritiker Mordaunt Hall schrieb in der New York Times, dass dies ein in vielerlei Hinsicht einladender Film sei. Störend daran sei in erster Linie, dass Eric Lindens Darstellung eines Bauerntölpels alles andere als überzeugend sei. Seine Darstellung des jungen Bud Reeves sei zu albern, um sie ernst zu nehmen. Gelobt wurde die Darstellung von Walter Catlett als Reeves’ Cousin Gibbony. Er sei ein cleverer Komiker, der hier die Lorbeeren für seine Schauspielkunst einheimse. Er habe mehr zu sagen und zu tun als in jedem anderen Film und sorge für jede Menge Unterhaltung. Die Szenen mit ihm seien ein Vergnügen im Gegensatz zu denen von Mr. Linden. Joan Blondell liefere eine gute Darstellung als Vida und auch der zuverlässige Guy Kibbee sei ausgezeichnet als trinkfreudiger Hoteldetektiv. Thomas Jackson sei ein großartiger Polizeibeamter und Grant Mitchell einschmeichelnd als Bahnangestellter einer Kleinstadt.
Danny Reid von Pre-Code.Com meinte, die beste Rolle, abgesehen von Grant Mitchells Kleinstadt-Bahnhofsvorsteher, habe wahrscheinlich Jobyna Howland als Ms. Cartlich, eine ältere Frau, über die Bud in einer Flüsterkneipe stolpere, als er benommen nach Vida sucht. Ihre Darbietung sei ein netter Leckerbissen. Der Film wirke in vielerlei Hinsicht wie eine abgespeckte Version von Warners’ Union Station und biete dem Publikum ein Panorama kleiner Geschichten, die mit etwas Klebstoff zusammengehalten würden. Das Tempo des Films sei vergleichbar dem der Filme Three on a Match und Parachute Jumper. Es sei also so, dass man Warners hier im Doppelpack bekomme, vor allem, wenn man die Nebendarsteller mit einrechne, wie Guy Kibbee! Lyle Talbot! Und dann sei da noch ein seltsamerweise nur als Vierter genannter Ned Sparks, dieser eine Typ aus Casablanca.
David Nusair bewertete den Film für Reel Film Reviews und führte aus, dass es letztlich nicht überraschend sei, zu erfahren, dass Big City Blues von einem Bühnenstück adaptiert worden sei, da er unter einer durchweg gesprächigen Atmosphäre leide, die durch eine seltsam (und etwas aggressiv) ereignislose Erzählung noch verstärkt werde. Lindens langweilige, aber sympathische Arbeit als Hauptfigur stelle sicher, dass der Film zumindest durchgehend sehenswert bleibe, wobei der Schauspieler kompetente Unterstützung von einer eklektischen Randbesetzung erhalte, zu der Joan Blondell, Guy Kibbee und Humphrey Bogart gehören würden. In Mervyn LeRoys umfangreichem Werk sei der Film jedoch ein vergessenswerter Beitrag.